# F.C. Ponsacco 1920 S.S.D.
Federazione Calcistica Ponsacco 1920 SSD hay đơn giản là Ponsacco là một câu lạc bộ bóng đá Ý, có trụ sở tại Ponsacco, Tuscany.

## Lịch sử
Vào mùa hè năm 2011, sau khi chuyển nhượng ASD Mobilieri Ponsacco Calcio cho Santa Croce sull'Arno, câu lạc bộ đã được giới thiệu lại khi SSD FC Ponsacco 1920 khởi động lại từ Terza Cargetoria Pisa và vào năm 2013, đội đã được thăng hạng lên Prima Cargetoria Toscana. Từ năm 2011 đến 2013, nó đã giành được hai kỷ lục, không thua trong 67 trận liên tiếp và chiến thắng tất cả 30 trận của mùa giải 2012-13 Seconda Cargetoria Tuscany.
Đội bóng đã chơi ở Eccellenza Tuscany trong mùa 2013-14, sau khi mua câu lạc bộ Pisa Sporting Club A.S.D., khi đội được thăng hạng Serie D.

## Màu sắc và huy hiệu
Màu của đội là đỏ và xanh